# クオータ制 (イギリス海軍)
クオータ制（Quota System、別名: The Quod）は、1795年にウィリアム・ピット首相（小ピット）によって導入されたイギリス海軍の兵員補充のための割り当て制度。

## 概要
ウィリアム・ピットは1795年、イギリス国内の各州ごとに、その人口と港の数によって人数を割り当て（quota）、海軍への兵員の供給を義務づけた。例えばロンドンは5,704人の割り当て人数（quotamen）があったのに対し、ヨークシャー州は1,081人だった。
各州にとって割当を満たすことは困難であった。そこで未経験の志願者（大部分は船に乗ったことの無い陸上生活者）に高額の報奨金を提示したりしたため、自らの志願に当たってその数分の一の報奨金しか貰っていない（強制徴募された場合は全く貰っていない）一般の（経験のある）水兵を憤慨させる結果となった。また各州はしばしば、有罪となった犯罪者に罰を受けさせる代わりに艦船に送り込むことをしたため、艦内の雰囲気を悪化させ、さらには「監獄熱」の別名で知られる発疹チフスを持ち込ませることさえあった。
イギリスは1815年のナポレオン戦争の終了にともない、強制徴募とともにクオータ制も中止した。艦隊の多くの軍艦が廃船にされたため、解雇された水兵の数は残った船に乗り込ませる人員の需要を満たして余りあった。